# Tilly-sur-Meuse
Tilly-sur-Meuse – miejscowość i gmina we Francji, w regionie Grand Est, w departamencie Moza.
Według danych na rok 1990 gminę zamieszkiwało 237 osób, a gęstość zaludnienia wynosiła 17 osób/km² (wśród 2335 gmin Lotaryngii Tilly-sur-Meuse plasuje się na 809. miejscu pod względem liczby ludności, natomiast pod względem powierzchni na miejscu 379.).